# San Germano Chisone
San Germano Chisone (piemontesisch San German Chison, okzitanisch San German) ist eine Gemeinde in der italienischen Metropolitanstadt Turin (TO), Region Piemont.

## Lage und Einwohner
San Germano Chisone liegt knapp 50 km südwestlich von Turin, an der Mündung des Wildbachs Risagliardo in den Chisone. Das Gemeindegebiet umfasst eine Fläche von 15 km² und hat 1735 Einwohner (Stand 31. Dezember 2023). San Germano Chisone ist Mitglied in der Bergkommune Comunità Montana Valli Chisone e Germanasca. 
Die Nachbargemeinden sind Inverso Pinasca, Villar Perosa, Pramollo, Porte, Angrogna, San Secondo di Pinerolo und Prarostino.

## Geschichte

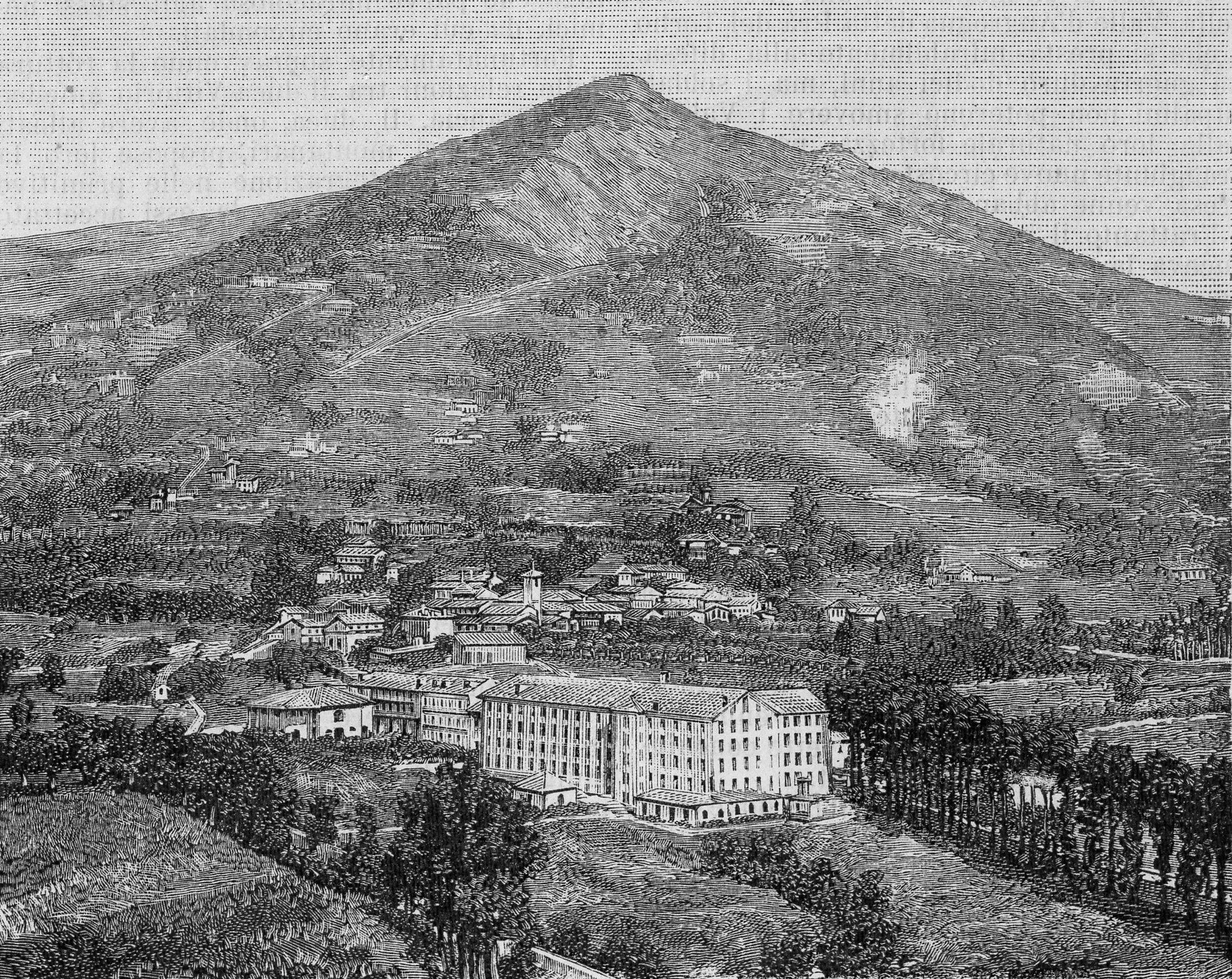
Blick auf die Gemeinde San Germano Chisone. Baumwollspinnerei Mazzonis, 1891

Im Dorf ist ein Waldensertempel und ein Waldensermuseum zu besichtigen.

## Persönlichkeiten
- Emilio Comba, (* 1839, † 1904), waldensischer Historiker und Pastor.
- Gustavo Zagrebelsky, (* 1943), Jurist, emeritierter Hochschullehrer sowie ehemaliger Präsident des italienischen Verfassungsgerichtes.